# Loi de Stevens
La loi de Stevens est un postulat de psychologie expérimentale qui relie l'intensité physique du stimulus à la sensation, établi par Stanley Smith Stevens, un psychologue américain de la première moitié du XXe siècle.
Il s'agit d'une loi de puissance dont l'exposant (dit exposant de Stevens) varie en fonction de la nature du stimulus :
{\displaystyle S=k\cdot I^{a}\;,}
où {\displaystyle S} est l'intensité de la sensation, {\displaystyle I} l'intensité de la stimulation, {\displaystyle k} une constante et {\displaystyle a} est l'exposant de Stevens.

## Desloispsychophysiques
Stevens a beaucoup bataillé pour imposer son point de vue par rapport à la loi de Weber-Fechner et à ses applications. On peut remarquer que toutes les études psychophysiques se basent sur des résultats statistiques dont la dispersion est assez importante, et que plusieurs équations peuvent en donner une approximation (Piéron 1959, p. 9).
Pour Fechner, augmenter un stimulus d'une certaine proportion, par exemple 10%, augmente la sensation également, quel que soit le niveau de départ. Cette idée doit beaucoup à la perception de la hauteur musicale, où l'on dispose de repères précis avec les notes. Fechner généralise cette notion à l'ensemble des sensations, et en conclut que, de la même façon qu'une loi qu'on peut résumer en une fonction mathématique régit le fonctionnement des instruments de mesure, une loi logarithmique régit les sensations. Fechner ne croyait pas que l'on pût mesurer les sensations, mais Helmholtz entreprit de confirmer par des expériences basées sur la réponse de sujets à des stimulus la validité de ce raisonnement, principalement dans le domaine de l'audition et de la vision.
Cependant, les recherches psychophysiques ont montré que les sensations, et plus encore les perceptions, qui engagent les facultés cognitives, n'étaient pas aussi simples et pures que la loi de Weber-Fechner l'indiquait. Les recherches de Joseph Plateau sur la clarté l'amenaient à choisir, pour décrire cette sensation, une loi de puissance plutôt qu'une loi exponentielle.
Stevens a largement contribué aux études psychophysiques en étudiant une grande variété de stimulations différentes (sonore, lumineuse, tactile...). Les valeurs obtenues pour l'exposant a dans ces différents domaines sont répertoriées dans une publication de (1957) et dans son ouvrage de (1951).
La loi de puissance s'est révélée aussi peu universelle que la loi de Weber-Fechner. Aucune des deux ne décrit correctement les perceptions à proximité du seuil absolu, et ni l'une ni l'autre ne décrit bien l'ensemble des sensations, dont les chercheurs s'accordent à dire qu'elles ne sont pas linéaires, qu'elles sont variables, et qu'elles sont cognitives, ce qui a pour conséquence que la performance des sujets change dans les expériences, au fur et à mesure de leur apprentissage (Piéron 1959).

### Méthode de constitution des échelles
La sensation, phénomène psychologique, est par nature inaccessible à la mesure ; on en a indirectement une idée en examinant les statistiques de la réponse d'une collection de sujets à un stimulus physique mesurable. 
On peut classer les expériences en trois classes :
Expériences de discriminationon recherche la différence juste perceptible entre deux signaux, à divers niveaux d'intensité.
On demande aux participants de désigner le plus lourd de deux objets autrement identiques. Le seuil de perception est la différence de poids pour laquelle il y a moins d'un pourcentage arbitraire d'erreur. On répète l'expérience pour des poids variés.
Expériences de partitionon demande aux sujets de placer un stimulus à une position médiane entre deux autres.
On présente une plage gris sombre et une plage gris clair ; on demande aux participants de régler, par un moyen mécanique, le gris d'une troisième plage pour qu'elle se trouve à mi-chemin entre les deux. On peut confirmer l'échelle des gris en variant l'exercice, par exemple en demandant de placer deux gris intermédiaires.
Expériences de jugement directon présente deux stimulus, et on demande au sujet une évaluation de sa grandeur.
On fait entendre un son, puis un autre, et on demande au participant « combien de fois plus aigu ».
La loi de Weber-Fechner se base sur des expériences de discrimination. Stevens 1957 a voulu faire de l'expérience de jugement direct l'instrument principal de l'établissement des échelles, sur la base d'une série de considérations techniques. Les seuils de discrimination ne donnent pas nécessairement des échelons subjectivement égaux ; les échelles obtenues par des expériences de partition ne reflètent pas la structure de perception des nombres du sujet. Les échelles de jugement direct sont donc, selon lui, supérieures (Bonnet 1969).

## Lois pour diverses sensations
| Sensation         | Exposant | Nom de l'unité | Publication                                        |
| ----------------- | -------- | -------------- | -------------------------------------------------- |
| Sonie             | 0,3      | Sone           | Stevens 1957 d'après Piéron 1959                   |
| Hauteur (musique) | —        | Mel            | Stevens, Volk et Newman                            |
| Blancheur         | 1,2      | —              | Stevens 1957 d'après Piéron 1959                   |
| Luminosité        | 3,3      | —              | Stevens d'après Le Grand 1972 et Piéron 1959, p. 8 |
| Épaisseur         | 1,30     | —              | Stevens, non publié, d'après Piéron 1959           |
| Lourdeur          | 1,45     | Veg            | Stevens 1957, d'après Piéron 1959                  |
| Choc électrique   | 3,5      | Samp           | Stevens 1957, d'après Piéron 1959                  |